# Kolbu
Kolbu este o localitate din comuna Østre Toten, provincia Oppland, Norvegia, cu o suprafață de 0,61 km² și o populație de 646 locuitori (2013).